# Sternmieren
Die Sternmieren  (Stellaria) sind eine Pflanzengattung innerhalb der Familie der Nelkengewächse (Caryophyllaceae). Die 120 bis 200 Arten sind fast weltweit verbreitet, hauptsächlich gedeihen sie in den gemäßigten Gebieten der Nordhalbkugel. Im deutschsprachigen Raum sind vor allem die Sternmiere Stellaria media (Vogelmiere) und die Echte Sternmiere (Stellaria holostea) verbreitet. Manche Sternmieren wie die Gewöhnliche Vogelmiere und die Bach-Sternmiere wurden im Mittelalter als „Hühnerdarm“ oder lateinisch Morsus gallinae bezeichnet.

## Beschreibung

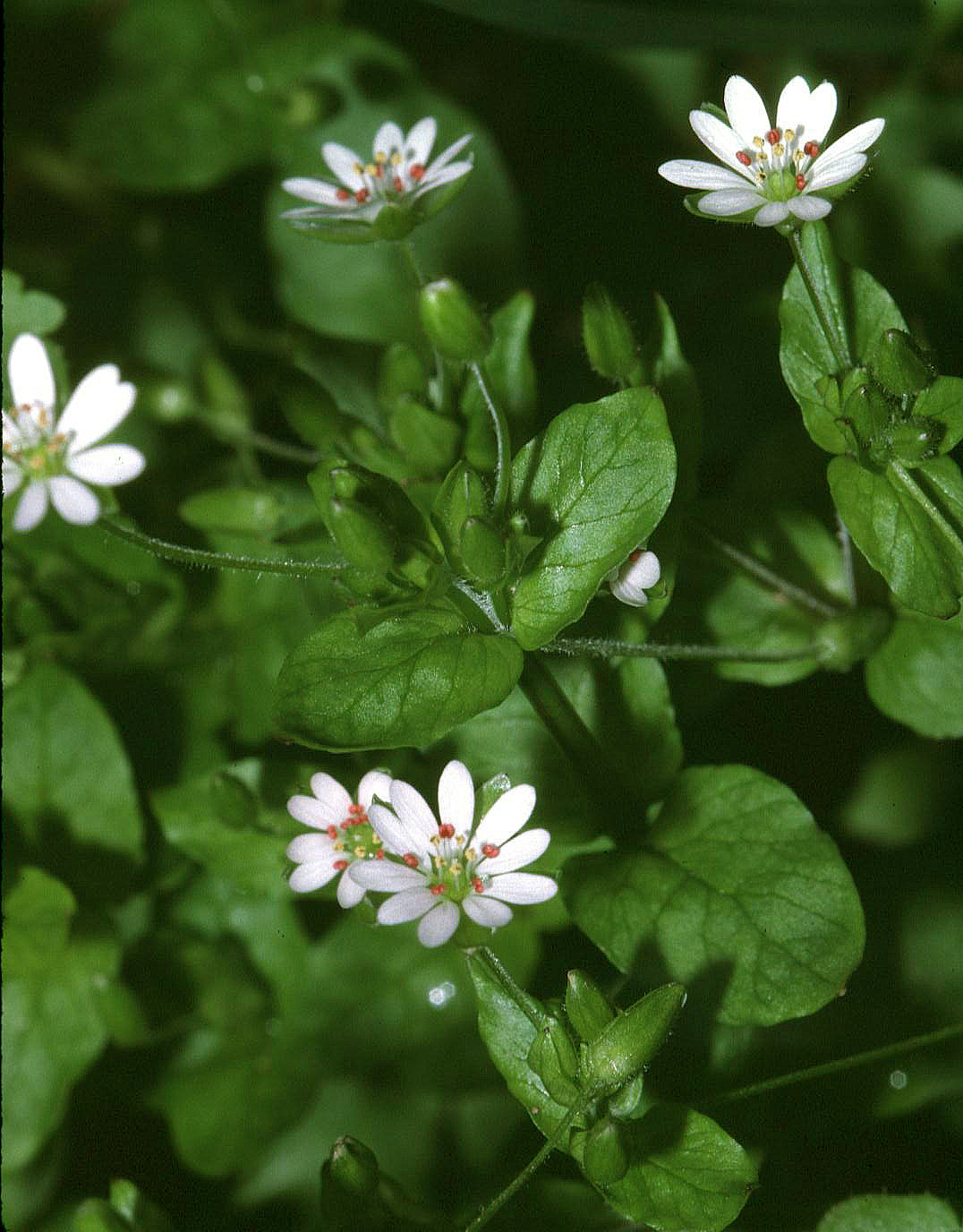
Großblütige Vogel-Sternmiere (Stellaria neglecta)

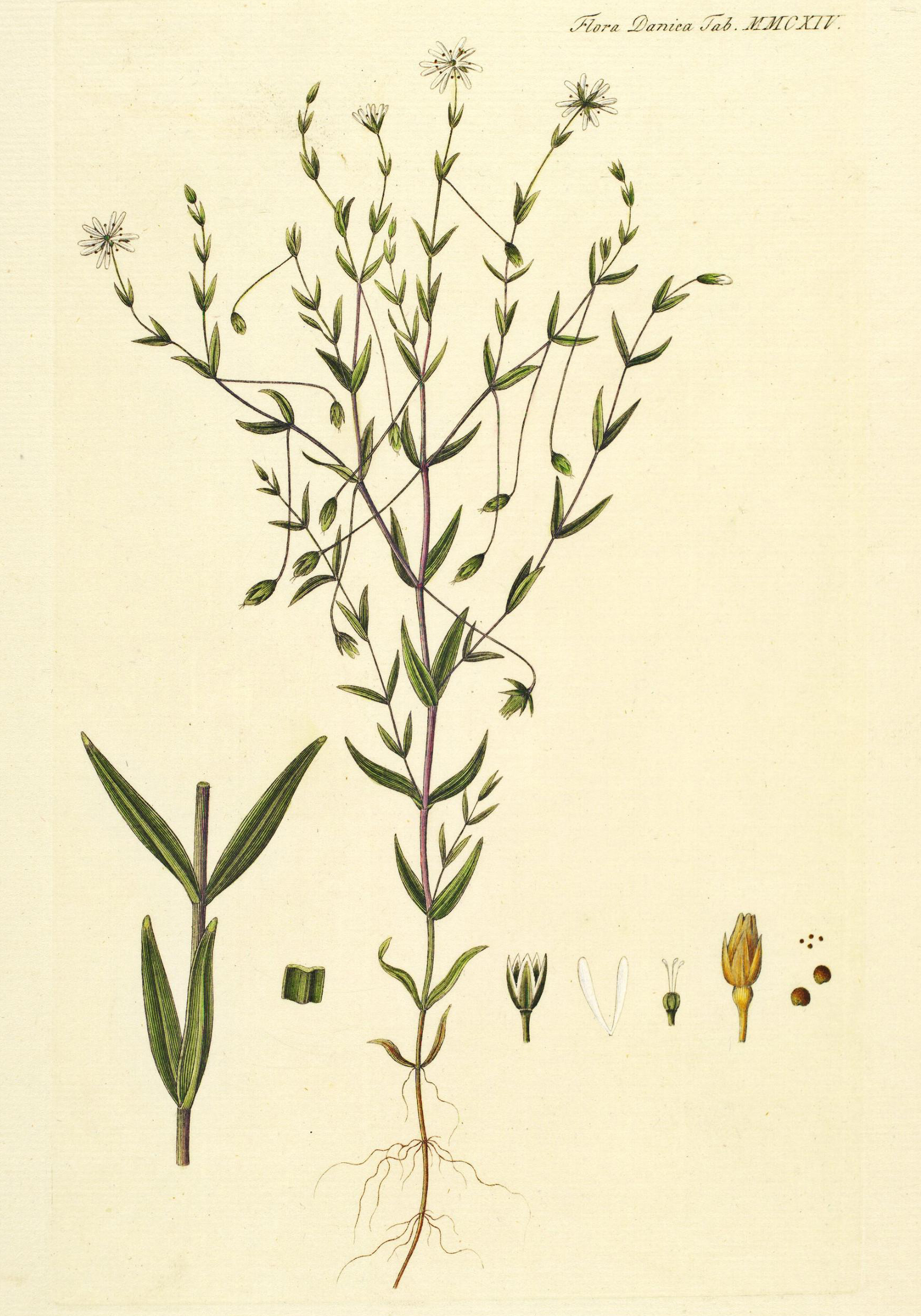
Illustration der Dickblättrigen Sternmiere (Stellaria crassifolia)

### Vegetative Merkmale
Die Sternmieren-Arten sind einjährige oder ausdauernde, krautige Pflanzen. Oft dient ein Rhizom ohne Wurzelknolle als Überdauerungsorgan. Die Stängel sind bei manchen Arten vierkantig.
Die einfachen Laubblätter sind wie bei den meisten Arten der Familie Caryophyllaceae gegenständig.

### Generative Merkmale
Die Blüten stehen in Dichasien, selten allein oder zu zweit. Die Tragblätter sind trockenhäutig oder auch krautig. 
Die meist zwittrigen (bei Stellaria dicranoides eingeschlechtigen) Blüten sind radiärsymmetrisch sowie fünfzählig und besitzen eine doppelte Blütenhülle. Die fünf grünen Kelchblätter sind krautig und liegen bei der Fruchtreife der Kapselfrucht an. Die fünf oder weniger Kronblätter sind tief zweispaltig und weiß, manchmal rötlich, selten grün; selten fehlen sie. Es gibt zwei Kreise mit je fünf fruchtbaren Staubblättern, selten drei bis fünf oder keine. An ihrer Basis haben die Staubblätter meist Nektardrüsen. Der Stempel hat in meist drei (zwei bis fünf) 0,2 bis 7 Millimeter langen Griffel.
Die kugeligen bis zylindrischen Kapselfrüchte sind einfächerig und springen meist mit drei oder sechs (manchmal vier, acht oder zehn) Fruchtklappen bis zur Mitte auf und enthalten (ein bis) drei bis über zwanzig Samen. Die Samen sind rundlich bis nierenförmig und am Rand runzlig-papillös. 

## Ökologie
Die Blüten sind protandrisch, homogam, oder protogyn. Die Bestäubung erfolgt durch Insekten oder Selbstbestäubung.
Die Ausbreitung der Diasporen erfolgt durch den Wind (Anemochorie).

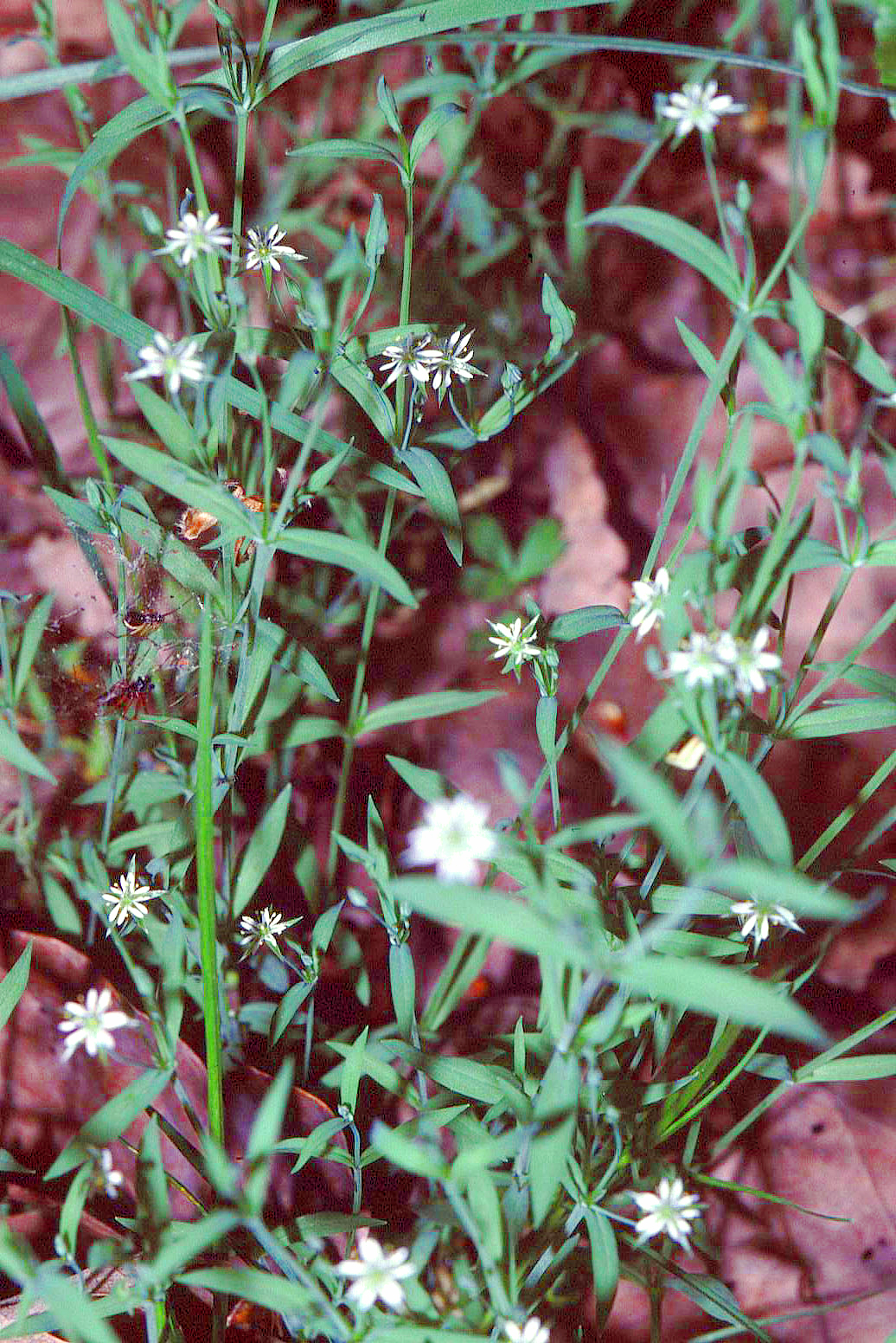
Bach-Sternmiere (Stellaria alsine)

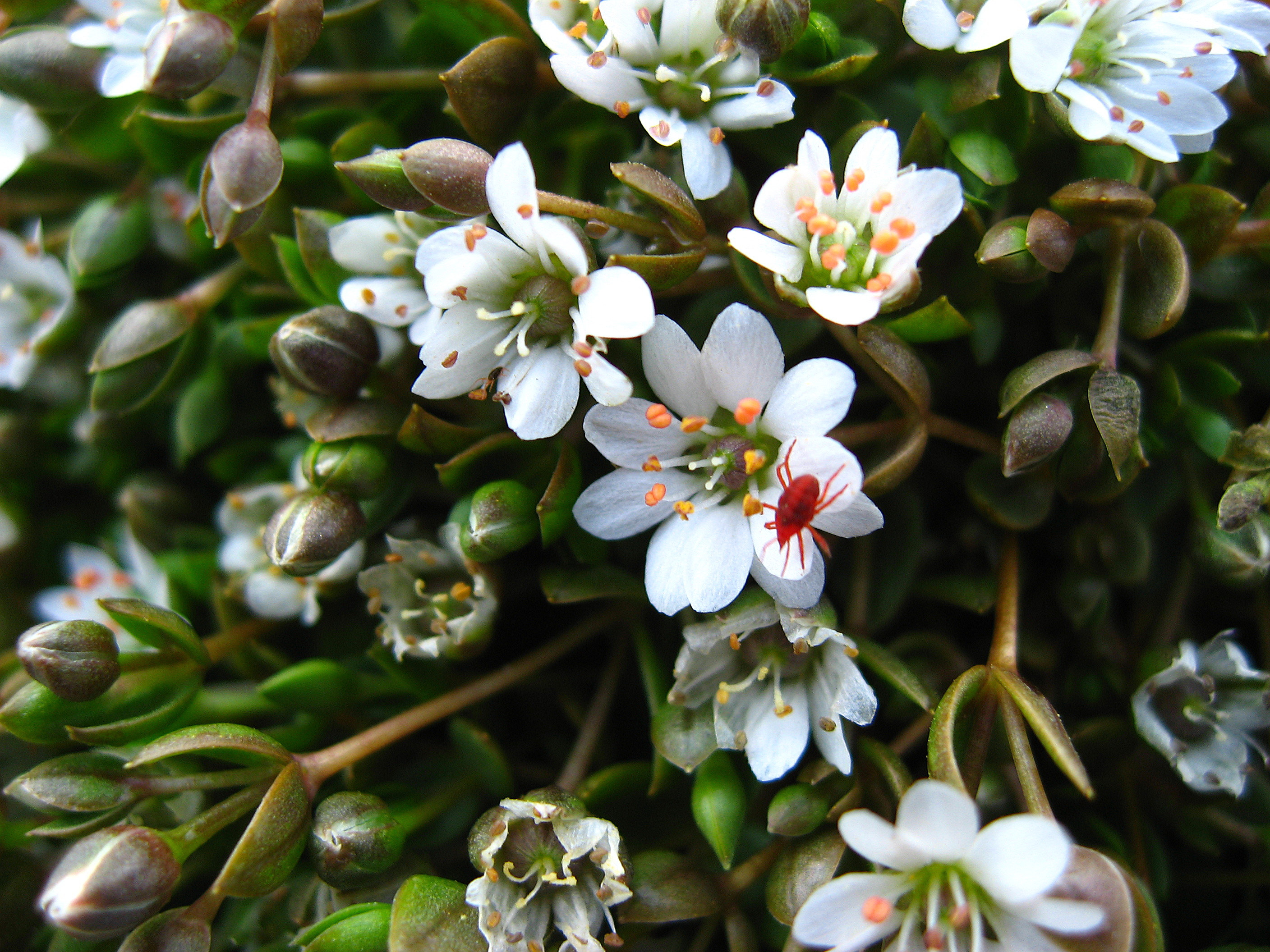
Stellaria humifusa

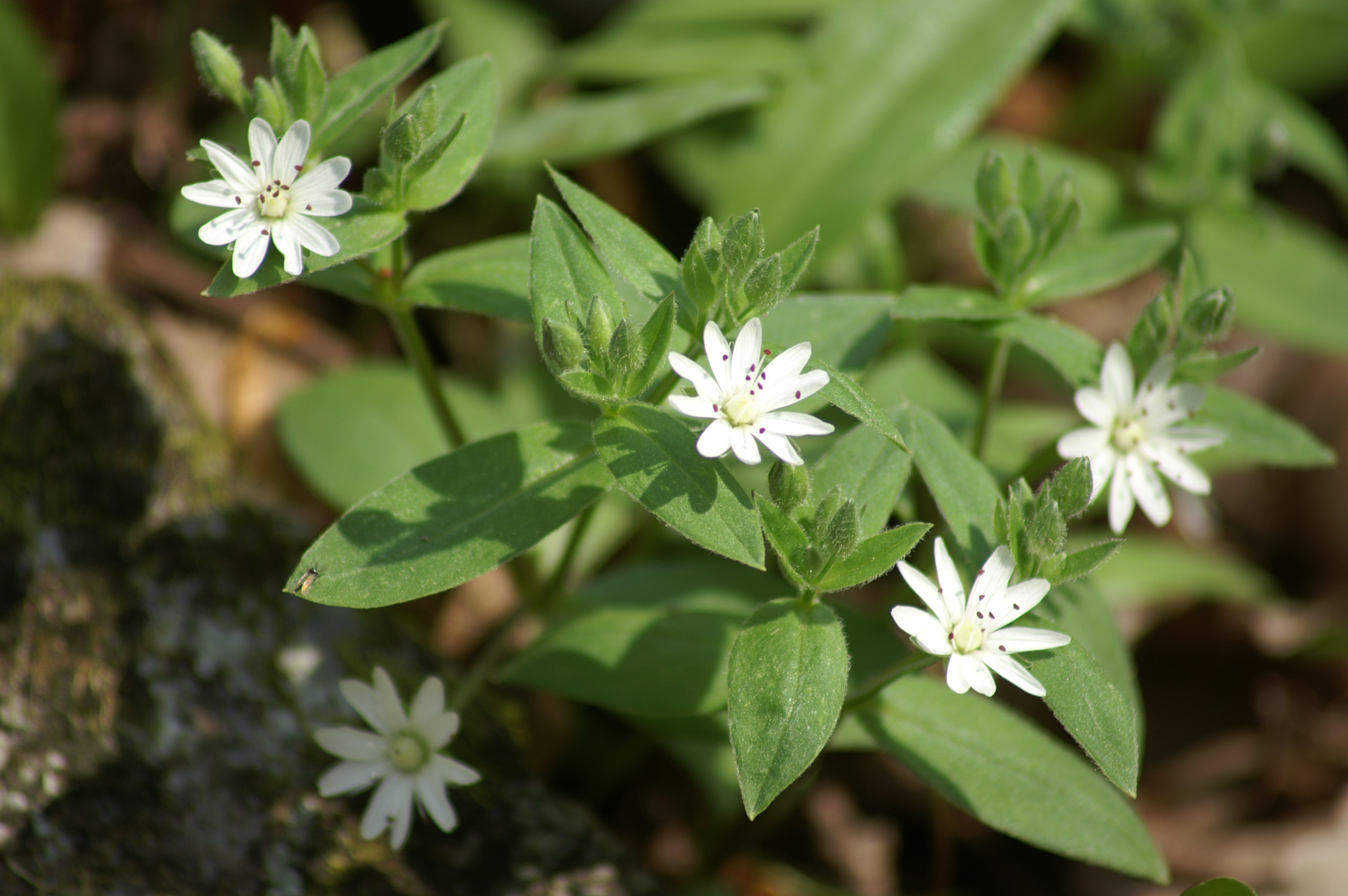
Stellaria pubera

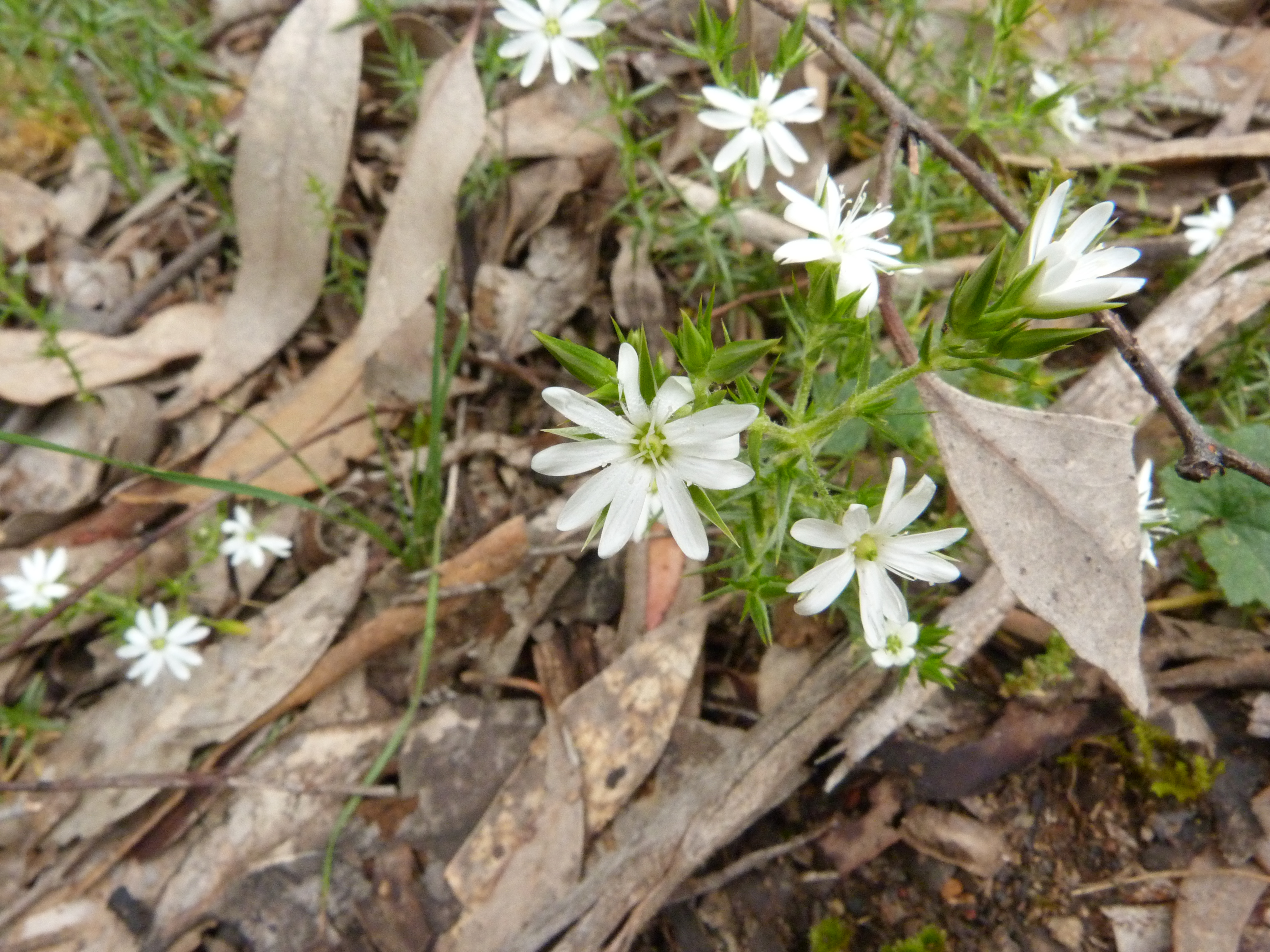
Stellaria pungens

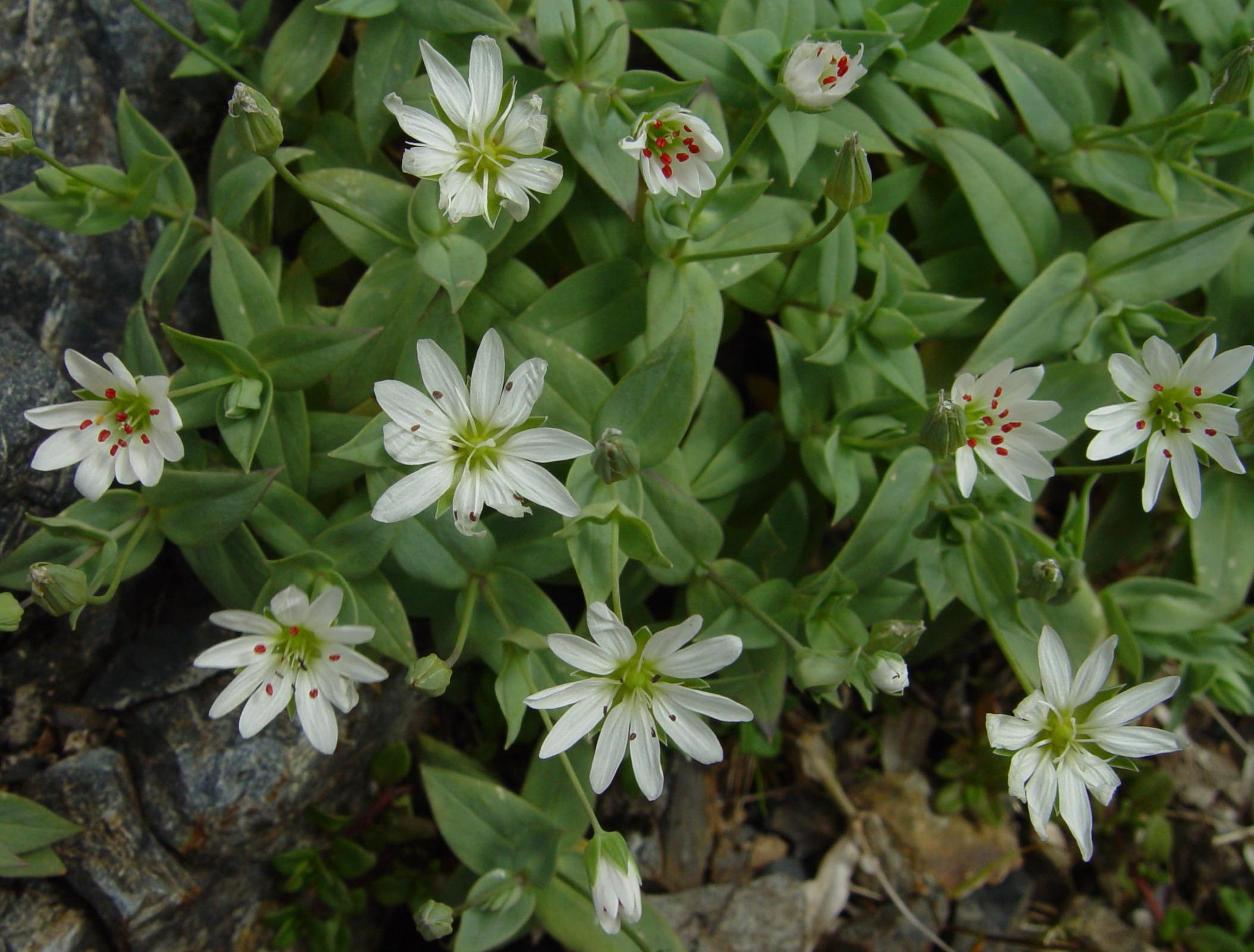
Stellaria ruscifolia

## Systematik
Die Gattung Stellaria wurde 1753 durch Carl von Linné in Species Plantarum, Tomus I, S. 421  aufgestellt. Ein Synonym für Stellaria L. ist Alsine L.
Die Gattung Stellaria gehört zur Tribus Alsineae innerhalb der Familie Caryophyllaceae.
Von den weltweit 120 bis 200 Stellaria-Arten (Auswahl) kommen in Europa etwa 18 Arten vor:
- Bach-Sternmiere (Stellaria alsine Grimm, Syn.: Stellaria uliginosa Murray)[6]
- Stellaria anagalloides Rupr.: Sie kommt in Armenien vor.[4]
- Bleiche Vogel-Sternmiere (Stellaria apetala Ucria; Syn.: Stellaria pallida (Dumort.) Piré)[6][7]
- Wasserdarm (Stellaria aquatica (L.) Scop., Syn.: Myosoton aquaticum (L.) Moench, Cerastium aquaticum L.): Sie ist im gemäßigten Eurasien verbreitet und in vielen Gebieten der Welt ein Neophyt.[2]
- Stellaria borealis Bigelow: Sie kommt in Island, Norwegen, Schweden und Finnland vor.[4]
- Stellaria bungeana Fenzl: Sie kommt in Russland vor.[4]
- Stellaria calycantha (Ledeb.) Bong.: Sie kommt in Nordeuropa, Nordamerika und Ostasien vor.[5]
- Stellaria chilensis Pedersen: Sie ist in Chile beheimatet.[5]
- Stellaria ciliatisepala Trautv.: Sie kommt in Russland vor.[4]
- Stellaria cilicica Boiss. & Balansa: Sie kommt in Zypern und Vorderasien vor.[4]
- Dickblättrige Sternmiere (Stellaria crassifolia Ehrh.): Sie kommt in Mitteleuropa nur in Norddeutschland und Polen[8][6] vor.
- Stellaria crassipes Hultén: Sie kommt in Norwegen, Schweden, Russland und Spitzbergen vor.[4]
- Stellaria cuspidata Willd. ex Schltdl.: Sie kommt in Nord-, Mittel- und Südamerika vor.[5]
- Stellaria dichotoma L.: Sie ist in Ostasien und China beheimatet.[5]
- Stellaria fennica (Murb.) Perfil.: Sie kommt in Norwegen, Schweden und Finnland vor.[4]
- Gras-Sternmiere (Stellaria graminea L.)[4]
- Stellaria hebecalyx Fenzl: Sie kommt in Russland und in der Ukraine vor.[4]
- Große Sternmiere (Stellaria holostea L.), auch Echte Sternmiere genannt[6]
- Stellaria humifusa Rottb.: Sie kommt in Island, Norwegen, Finnland, Russland, Grönland[2], Nordasien[2] und auf Spitzbergen vor.[4]
- Stellaria kotschyana Boiss.: Sie kommt in der Türkei vor.[4]
- Langblatt-Sternmiere (Stellaria longifolia Muhl. ex Willd.)[4]
- Stellaria longipes Goldie: Sie kommt in Nordeuropa und Nordamerika vor.[5]
- Vogel-Sternmiere (Stellaria media (L.) Vill.)[4]
- Großblütige Vogel-Sternmiere (Stellaria neglecta Weihe)[6]
- Stellaria nemorum L.: Mit den Unterarten:[4]
  - Hain-Sternmiere (Stellaria nemorum L. subsp. nemorum)[4]
  - Berg-Sternmiere (Stellaria nemorum subsp. montana (Pierrat) Berher, Syn.: Stellaria montana Pierrat, Stellaria nemorum subsp. glochidisperma Murb., Stellaria glochidisperma (Murb.) Freyn, Stellaria nemorum subsp. circaeoides A.F.Schwarz)[4]
- Sumpf-Sternmiere (Stellaria palustris Hoffm.)[4]
- Stellaria persica Boiss.: Sie kommt in Armenien, Aserbaidschan und in der Türkei vor.[4]
- Stellaria pubera Michx.: Sie kommt in den östlichen und zentralen Vereinigten Staaten vor.[2]
- Stellaria pungens Brongn.: Sie kommt in Australien vor.
- Stellaria ruderalis M. Lepší, P. Lepší, Z. Kaplan, P. Koutecký: Sie kommt in Mitteleuropa vor.[9] Sie gehört zur Artengruppe von Stellaria media agg.
- Stellaria ruscifolia Pallas ex Schldl.: Sie kommt in Alaska und im fernöstlichen asiatischen Russland vor.[2]